# Parque de la Feixina
El parque de la Feixina es uno de los principales parques urbanos de la ciudad de Palma de Mallorca (Mallorca, Islas Baleares, España). Está ubicado en el espacio que antiguamente separaba la muralla de la ciudad y el arrabal, actualmente barrio, de Santa Catalina.

## Historia
El lugar fue convertido en parque a raíz de la construcción de la actual CEIP Jaume I, obra del arquitecto Guillermo Forteza. Se preveía que fuera lugar de recreo para los alumnos del grupo escolar, aunque a raíz del estallido de la Guerra Civil se convirtió en cuartel y no recuperó el uso escolar hasta mucho después.
El 16 de mayo de 1947 fue inaugurado el Monumento a las víctimas del crucero Baleares, en recuerdo de los marineros muertos en el hundimiento del crucero homónimo. Entre 1963 y 1974 se utilizó para celebrar la Feria Oficial de Muestras, Artesanía y Turismo.
En 1991 fue remodelado hasta alcanzar su forma actual.

## Descripción
El parque tiene forma trapezoidal, se extiende en paralelo al tramo final del torrente de la Riera poco antes de desembocar en el mar y justo ante el baluarte de San Pedro, uno de los pocos tramos de la muralla que todavía siguen en pie en la ciudad. Al norte limita con el colegio Jaume I; al este, el torrente de la Riera antes mencionado; al oeste la avenida Argentina y, al sur, el paseo marítimo y el mar.
El espacio tiene forma alargada, distribuido en tres niveles y en diferentes alturas, de norte a sur. La terraza superior es el espacio más ancho y tiene una fuente central flanqueada por un parque infantil, un bar y otro para la tercera edad. La terraza intermedia tiene un estanque con el agua de la fuente de la terraza superior y, en su centro, el monolito. Finalmente, en la terraza inferior (la más estrecha de las tres) hay un reloj de sol junto a una segunda fuente y un espacio inclinado ajardinado que conduce hasta el paseo marítimo.
Todo el parque está atravesado por un gran vial central que, para comunicar los diferentes niveles, se convierte en escala, además de otras vías laterales. La vegetación es abundante y variada.
Es uno de los más concurridos de la ciudad, dada su ubicación estratégica cerca del puerto donde desembarcan los cruceros de turistas, así como su proximidad al barrio de Santa Catalina y al paseo marítimo, destacados puntos de ocio nocturno de la ciudad. También, por su estructura es muy utilizado por los jóvenes como skatepark. Por eso es muy frecuentado tanto por turistas como ciudadanos de todas las edades.